# Abordatge

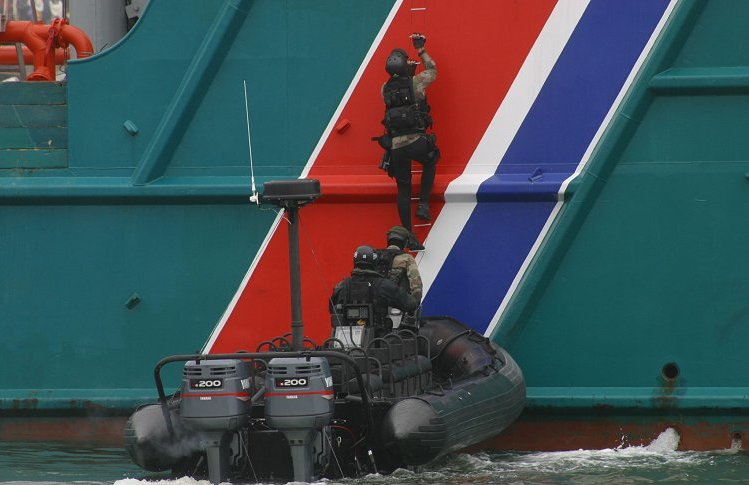
Membres del comando Jaubert abordant l'"Alcyon" en un assalt simulat

Abordatge, en el seu sentit més simple, és l'acció d'abordar una nau a una altra. No obstant, en un sentit més ample abordar és també arribar a una altra nau, impactar o tocar amb ell, encara que no sigui en un sentit bèl·lic. Quan és classificat com un atac, en la major part dels contexts, es refereix a la presa de la nau per persones que no formen part de la tripulació.
L'abordatge pot dur-se a terme en temps de guerra per la infanteria de marina en un intent de capturar i possiblement destruir la nau, o pot succeir en temps de pau per part de pirates i altres criminals, o com un mitjà d'inspecció per part de la guardia (o la marina) costera d'una país per tal de prevenir la pirateria i el contraban.

## Tipus d'abordatge
Una embarcació pot abordar-ne un altre de diverses maneres:
- A la llarga. Abordar costat per costat.
- A l'àncora. Posar-se al paire derribant sobre l'enemic i presentant-li sempre el costat de manera que sense guanyar ni perdre terreny pugui caure sobre ell, motiu pel qual es llença l'àncora al mateix temps que s'hi arrambla.
- En bones. Envestir el costat de la nau enemiga o passar-li per l'ull.
- Per avant. Abordar per proa o popa.
- Per sotavent. Guanyar terreny pel llarg a la nau enemiga fins que es pugui posar el botaló entre el seu pal major i deixar-lo caure sobre el vent de sobte, abordant així l'embarcació.
- Roa a roa. Abordar de proa a la proa d'una altra nau. Abordar de manera que les quilles de les dues naus estiguin en una mateixa recta o quasi.[2]